# ゲロルツグリュン
ゲロルツグリュン (ドイツ語: Geroldsgrün) は、ドイツ連邦共和国バイエルン州オーバーフランケン行政管区ホーフ郡の町村（以下、本項では便宜上「町」と記述する）。

## 地理
ゲロルツグリュンは、ホーフ郡の西部、クローナハ郡と境を接し、森の豊かな中低山地であるフランケンヴァルトの中に位置している。東部の丘陵地は、ライン川とエルベ川の分水界にあたる。エルシュニッツ川は特徴的な岩層のエルシュニッツ渓谷を、ローダッハ川へと流れ下る。

### 地区
ゲロルツグリュンは、公式には21の地区 (Ort) からなる。このうち孤立農場などを除く集落を以下に列記する。各集落は、その大部分がよく知られた保養地である。
| - デュレンヴァイト - デュレンヴァイダーハンマー - ゲロルツグリュン - ゲロルツロイト - ヘルメスグリュン - ヘルトヴェクスグリュン | - ヒルシュベルクライン - ランゲンバッハ - ジーベルシュタイン - シュタインバッハ・バイ・ゲロルツグリュン - ウンターシュタインバッハ |

## 歴史
この町は、1323年に「Gerhartsgrün」として初めて文献に登場する。ゲロルツグリュンは、最近までいつも異なる領土間の境界上にあった。すなわち、バンベルク司教領とオーラミュンデ伯領、後には司教領とバイロイト＝クルムバッハ辺境伯領。1792年にプロイセン王国のバイロイト侯領となるが、1807年にティルジットの和約によってフランス領に、1810年にはバイエルン王国領になった。バイエルン王国の行政改革に伴う自治体令により1818年に現在の自治体としてのグロルツグリュンが誕生した。
1972年のバイエルン州の自治体再編の時代に、デュレンヴァイト、がゲロルツグリュンに編入された。ランゲンバッハ、シュタインバッハはこれに続く1977年の改革で合併した。
ドイツ連邦共和国とドイツ民主共和国とが再統合されるまでの間、ゲロルツグリュンは再び国境の町となった。ランゲスビュール川沿いのシュタインバッハ地区にはフランケンヴァルトカゼルネのEcho1の営舎が遺されている。

## 紋章
ゲロルツグリュンは、1955年1月14日に現在の紋章を採用した。銀地と緑地で上下に分け、上は嘴のある赤い鷲、下は金色のスタンプハンマーが描かれている。
スタンプハンマーは、村の産業（鉄鋼生産）を示す。赤い鷲は、遅くとも1330年にはすでにこの地域を支配していたことが知られているバイロイト辺境伯家のシンボルである。下半分の緑地は、この町の名前の後半（「grün」=「緑」）に由来する。

## 気候
ゲロルツグリュンの年間平均気温は、6.7℃、年間平均降水量は1,002mmである。

## 文化と見所
- ロタールハイル地区のスレート鉱山
- バロック様式の自衛教会

## 経済

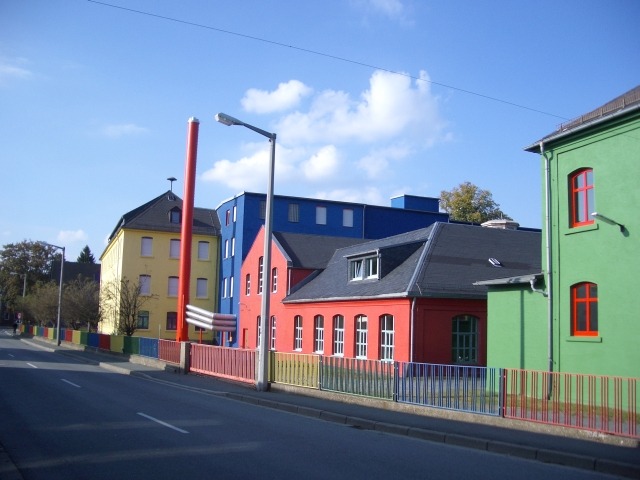
Faber-Castell社

### 主な企業
- ファーバーカステル； 文房具、画材

## 引用
1. ↑  https://www.statistikdaten.bayern.de/genesis/online?operation=result&code=12411-003r&leerzeilen=false&language=de Genesis-Online-Datenbank des Bayerischen Landesamtes für Statistik Tabelle 12411-003r Fortschreibung des Bevölkerungsstandes: Gemeinden, Stichtag (Einwohnerzahlen auf Grundlage des Zensus 2011)
2. ↑  Bayerische Landesbibliothek Online